# こりゃまた結構
『こりゃまた結構』（こりゃまたけっこう）は、1967年10月7日から同年12月30日までTBS系列局で放送されていたTBS製作のテレビドラマである。ロート製薬の一社提供。全13話。

## 概要
大橋巨泉演じる幸福研究所所長の小吉が、町内で起こる事件を怪しげなギャンブル占いで次々と解決していくという内容のコメディドラマ。前作『窓からコンチワ』から引き続き巨泉、左とん平、由美かおるの3人がレギュラー出演していたほか、毎回さまざまな人物がゲスト出演していた。
TBSほかでは毎週土曜 19:30 - 20:00 （日本標準時）に放送されていたが、同時間帯に自社製作ドラマ『部長刑事』を放送していた朝日放送では3日遅れの火曜 19:30 - 20:00 に放送されていた。

## 出演者
- 小吉：大橋巨泉
- 左とん平
- 由美かおる
- 有島一郎
- 由利徹
- 蔵忠芳
- 藤村有弘
- ミヤコ蝶々
- フランキー堺
- 十朱久雄
- 佐山俊二
- 玉川良一
- 姫ゆり子
- 園佳也子
- 曽我町子
- 大原麗子
- 谷村昌彦
- 丹下キヨ子
- 磯野洋子
- 桜井センリ
- 伴淳三郎
- 青島幸男
- 徳永芽里
- 長谷川待子
- 都家かつ江
- 河津清三郎
- 平凡太郎
- 葉村エツコ
- ザ・ドリフターズ

## スタッフ
- 脚本：松山善三
- 制作著作：TBS